# مسئله چانه‌زنی
مسئله چانه‌زنی مسئلهٔ درک چگونگی همکاری دو شخص است در شرایطی که عدم همکاری آن‌ها به نتایج نابهینه پارتو می‌انجامد. این بازی در حقیقت مسئله انتخاب تعادل است، بازی‌های بسیاری با تعادل‌ها و نتایج مختلفی وجود دارد. این گونه بازی‌ها بازیکنان را مجبور به متمرکز کردن مذاکرات برای انتخاب یکی از آن تعادل‌ها می‌کند که یکی از مثال‌های اصلی این گونه بازی‌ها بازی اخرین پیشنهاد است. زیربنا ی نظریه چانه‌زنی این است که نتیجه بدست امده از یک راه حل باید با نتیجه‌ای که یک داور بی‌طرف خواهد داد یکی باشد. راه حل‌های مسله چانه‌زنی دو نوع هستند: یک رویکرد بدیهی که در ان شرایط مطلوب یک جواب برقرار می‌شود و یک رویکرد استراتژیک که در آن روند چانه زنی به صورت یک بازی ترتیبی با جزئیات مدل شده‌است.

## بازی چانه‌زنی
چانه‌زنی یا بازی چانه‌زنی نش یک بازی ساده دو نفره است که مذاکرات دو طرفه چانه‌زنی را مدل می‌کند. در این بازی دو نفر مقداری از یک مقدار ثابت طلا (یا پول) را درخواست می‌کنند. در صورتی که مجموع درخواست‌های بازیکنان از کل مقدار طلای موجود کمتر یا مساوی باشد هر دو بازی کنان به میزان درخواستی خود می‌رسند. در صورتی که مجموع درخواست‌های بازیکنان از مجموع طلا بیشتر باشد هیچ یک از بازی کنان به درخواست خود نمی‌رسند. یک راه حل چانه‌زنی نش یک راه حل (بهینه پارتو) برای بازی چانه‌زنی است.

## یک مثال
| \| \| فوتبال \| اپرا \| \| اپرا \| 0,0 \| 3,2 \| \| فوتبال \| 2,3 \| 0,0 \| \| جنگ جنس‌ها \| \| \| |        |      |
|                                                                                                   | فوتبال | اپرا |
| اپرا                                                                                              | 0,0    | 3,2  |
| فوتبال                                                                                            | 2,3    | 0,0  |
| جنگ جنس‌ها                                                                                         |        |      |

بازی جنگ جنس‌ها یک بازی هماهنگ سازی دو نفر برای انجام کاری خاص است. هم فوتبال/فوتبال و اپرا/اپرا هر دو تعادل نش هستند. هر گونه توزیع احتمال برای این دو تعادل یک تعادل همبسته پس مسله به اینکه کدام تعادل نش باید توسط دو بازیکن انتخاب شود. اگر دو بازیکن مخالفت کنند و توزیع‌های مختلفی برای حالت‌ها انتخاب کنند احتمال اینکه هیچ نتیجه یی برای هیچ‌کدام از بازیکن‌ها بدست نیاید بیشتر خواهد بود. در این مسله متقارن حالت‌های فوتبال/فوتبال و اپرا/اپرا باید با احتمال یکسان انتخاب شوند. پس منطقن راه حل‌های ارائه شده برای مسلهٔ چانه زنی باید همین راه حل را برای این مدل بدست اورند. ولی در صورتی که بازی متقارن نباشد به این معنی که مثلن حالت فوتبال/اپرا نتیجه بهتری برای هر دو بازیکن داشته باشد. چگونگی توزیع احتمال‌ها واضح نیست. مسله پیدا کردن این توزیع احتمال برای حالت‌های بازی به نظریه چانه‌زنی مربوط می‌شود.

## تعریف رسمی
یک بازی چانه‌زنی شامل یک نقطه مخالفت یا تهدید به صورت {\displaystyle v=(v_{1},v_{2})} که در آن {\displaystyle v_{1}} و {\displaystyle v_{2}} نتیجه‌ای است که در آن نقطه برای بازیکنان اول و دوم بدست می‌اید و یک مجموعه حالت‌های ممکن {\displaystyle F} به‌طوری‌که {\displaystyle F} یک مجموعه محدب بسته روی {\displaystyle {\textbf {R}}^{2}} است که اعضا آن توافقات نامیده می‌شوند. در صورتی که نتیجه بدست امده برای دو بازیکن به ازای حداقل یک نقطه از {\displaystyle F} بهتر از نتیجه‌ای باشد که دو بازیکن در صورت مخالفت بدست می‌اورند مسله بدیهی نخواهد بود. در این تعریف هدف مسلهٔ چانه زنی انتخاب یک توافق {\displaystyle \phi } از مجموعه حالات {\displaystyle F} است که با مذاکرات انجامی بین دو بازیکن قابل دسترس باشد.

### مجموعه حالات
اینکه کدام یک از توافقات این مجموعه قابل دسترسی است به این که ایا مذاکرات توسط کسی خارج از دو بازیکن تحت تأثیر قرار می‌گیرد بستگی دارد. در صورتی که قرار دادها بر نتیجه و سود بدست امده هر دو طرف تأثیرگذار باشد، مجموعه حالات دارای تمامی حالت‌هایی است که نتیجه یی بهتر از نقطه مخالفت خواهند داشت. در غیر این صورت شکلی از کژمنشی اتفاق می‌افتد و مجموعه حالات تمامی حالات تعریف شده برای بازی خواهد بود.

### نقطه مخالفت
نقطه مخالفت نتیجه یا سودی است که بازیکنان می‌توانند در صورتی که مذاکرات نتیجه ندهد بدست بیاورند. این نقطه یک تعادل کانونی است که بازیکنان می‌توانند در هنگام نیاز شرایط بازی را به آن نقطه ببرند. این نقطه مستقیم در راه حل مسله چانه زنی دست خواهد داشت در این راه حل‌ها این نقطه حالتی است که بازیکنان برای اینکه نتیجه بدست امده خود را در شرایط حداکثر کنند ان را انتخاب می‌کنند. پس به‌طور معمول سودمند خواهد بود که یک بازیکن سعی بر افزایش سود خود در نقطه مخالفت باشد در حالی که به سود دیگری در این نقطه ضربه می‌زند (علت اینکه نام دیگر این نقطه تهدید است). در صورتی که این کار را حرکت اصلی بازی در نظر بگیریم می‌توانیم بازی را به این بازی که یک بازیکن نقطه تهدیدی را انتخاب می‌کند و هم اندازه با نتیجه چانه زنی سود دریافت می‌کند. این بازی مقدار تهدید نش نام دارد. متناوباً هر بازیکن در صورتی که بازی به نقطه مخالفت رسید، به این معنی که بازکنان سود خود را در مقابل ضربه زدن به بازیکن دیگر رها می‌کند که بتواند حداکثر ضربه را وارد کند می‌تواند یک استراتژی مینیماکس انجام دهد.

## آنالیز تعادل‌ها
در بازی چانه زنی نش استراتژی‌ها به صورت زوج مرتب (x, y) که x و y از بازه [d, z] انتخاب شده‌اند نشان داده مشوند که در ان z حداکثر موجودی است. اگر x + y کمتر یا مساوی با z باشد، بازیکنان مقدارهای x و y را به ترتیب بدست میاورند در غیر این صورت مقدار d را بدست خواهند اورد که d در اینجا همان نقطه مخالفت یا تهدید بازی است (به‌طور معمول {\displaystyle d=0} است).

## راه حل‌های مسئله چانه‌زنی
راه حل‌های مختلفی مه در فرض‌های کوچکی تفاوت دارند داده شده‌اند. این تفاوت این فرض‌ها در مورد موارد مطلوب بازیکنان برای توافق نهایی است.

### راه حل بازی چانه‌زنی نش
جان نش بیان کرد که یک راه حل باید ویژگی‌های زیر را برقرار کند:
1. در صورت تکرار یک تحول انجام شده در بازی چیزی تغییر نکند.
2. بهینه پارتو باشد.
3. مستقل از راه‌های دیگر بی ربط باشد.
4. متقارن باشد.

فرض کنید u و v تابع سودمندی بازیکنان ۱ و ۲ باشد. در راه حل چانه زنی نش بازی کنان در تلاش برای بیشینه کردن {\displaystyle (u(x)-u(d))*(v(y)-v(d))} هستند که در ان {\displaystyle u(d)} و {\displaystyle v(d)} سود بدست امده با در نظر گرفتن حالت هستند (سودی که بدست می‌آید اگر یکی از بازیکنان تصمیم به ادامه نداشته باشد). ضرب ئو تابع سود به‌طور کلی ضرب نش نام دارد. به‌طور مستقیم، در هر راه حل هر بازیکن به میزان سود بدست امده با در نظر گرفتن خود و یک میزان برابر سود حاصل از همکاری در مجموع سود خواهد برد.

### راه حل چانه زنی کالای-اسمورودینسکی
ویژگی استقلال از راه‌های دیگر بی ربط را می‌توان با یک شریط یکنواختی جایگزین کرد. فرض کنید بازیکن اول حداکثر مقدار {\displaystyle g_{1}} را با کمک بازیکن دوم بدست می‌اورد (همین طور مقدار {\displaystyle g_{2}} برای بازیکن دوم). در راه حل کالای-اسمورودینسکی در صورتی که نقطه {\displaystyle \phi } انتخاب شود در ان نقطه {\displaystyle \phi _{1}/\phi _{2}=g_{1}/g_{2}} است.

### راه حل چانه زنی تساوی‌گرا
این راه حل توسط کالای ارائه شده. این راه حل شرط ثابت بودن را از شرایط نش برداشته می‌شود و شرط‌های مستقل بودن از راه‌های بی ربط دیگر و شرط یکنواختی را به شرط‌ها با هم اضاقه می‌کند. این راه حل در تلاش برای بدست اوردن نتایج برابر برای هر بازیکن است. در حقیقت این راه حل حداقل سود هر شخص را در میان تمامی بازیکنان بیشینه می‌کند. کالای ذکر کرده که ایدهای این راه حل رابطه نزدیکی به ایده‌های جان رالز دارد.

## کاربردها
تعدادی از فلاسفه و اقتصاد دان‌ها به تازگی از این بازی برای توضیح دادن نیاز انسان‌ها در عدالت توزیعی استفاده کردند. این نویسندگان از تئوری بازی تکاملی برای این کار استفاده کردند تا توضیح دهند چرا اشخاص باور دارند که قسمت کردن ۵۰-۵۰ تنها راه بازی چانه زنی نش است که دارای عدالت است.